# Gamla Sjökrigsskolan

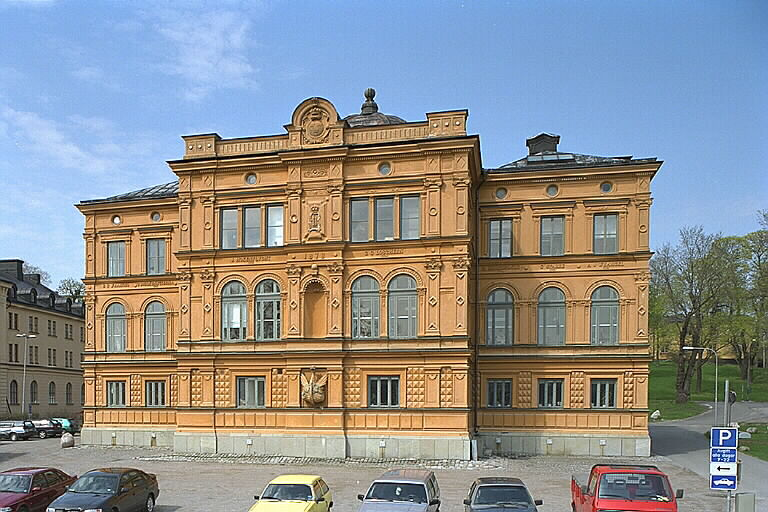
Gamla Sjökrigsskolan

Gamla Sjökrigsskolan är en byggnad på Skeppsholmen i Stockholm. Kungliga Sjökrigsskolan inrättades år 1867, innan dess skedde utbildningen av sjöofficerare i Karlskrona och vid krigsakademin på Karlbergs slott. Byggnaden är blåmärkt av Stadsmuseet i Stockholm vilket betyder "att bebyggelsen bedöms ha synnerligen höga kulturhistoriska värden".

## Historik
Byggnaden på Skeppsholmen uppfördes mellan 1876 och 1879 av byggmästaren Axel Gotthard Janson efter ritningar av arkitekt Axel Fredrik Nyström. I byggnaden fanns bland annat skolsalar, mäss och föreläsningssal. På taket finns en kupol som användes som observatorium. På frisen över andra fönsterraden återfinns namnen på svenska sjöhjältar, däribland Fredrik Henrik af Chapman och Claes Henrik Nordenskiöld. På fasaden mot söder och Saltsjön syns Oscar II:s namnskiffer och en vikingaskeppsstäv.
Sjökrigsskolan flyttade 1943 till Näsby slott i Täby kommun, numera är fastigheten uthyrd till ett privat forsknings och undervisningscenter. Byggnaden förvaltas av Statens Fastighetsverk och är byggnadsminne sedan 1935.